# Vampyrofugiens atramentum
Vampyrofugiens atramentum — викопний вид головоногих молюсків вимерлої родини Geopeltidae сучасного ряду Vampyromorphida, що існував в юрському періоді (165 млн років тому). Описаний у 2023 році. Відбиток тварини виявлено у відкладеннях лагерштетту Ла Вульт-сюр-Рон у департаменті Ардеш на півдні Франції.

## Опис
Це істота у формі кулі з органами, що світяться, 8 руками й щупальцями, схожа на кальмара-вампіра. Однак на відміну від кальмара-вампіра, який є падальником, ця стародавня істота, схоже, харчувалася живою здобиччю, використовуючи свої чіпкі руки. Крім того, вчені виявили, що ця істота володіла органами, що світяться, а також мала чорнильний мішок — захисний механізм, який раніше вчені не зустрічали в жодній скам'янілості. Вид мав субтермінальні плавці.